# Trupanea aucta
Trupanea aucta är en tvåvingeart som beskrevs av Mario Bezzi 1913. Trupanea aucta ingår i släktet Trupanea och familjen borrflugor. Inga underarter finns listade i Catalogue of Life.